# Włodzimierz Witold Karpiński
Włodzimierz Witold Karpiński (Puławy, 16 de novembro de 1961) é um político da Polónia. Foi eleito para a Sejm em 25 de Setembro de 2005 com 8751 votos em 6 no distrito de Lublin, candidato pelas listas do partido Platforma Obywatelska.